# Daniel Fenner von Fenneberg
Daniel Ferdinand Fenner von Fenneberg (* 31. Oktober 1818 in Bruneck; † 15. Februar 1863 in Bregenz) war einer der Anführer des Aufstands in der Pfalz 1849 und Schriftsteller.

## Leben
Fenner von Fenneberg war der Sohn des österreichischen Feldmarschallleutnants Franz Philipp Fenner von Fenneberg (1762–1824) und trat 1837 als Kadett in die österreichische Armee ein. Bereits 1843 schied er aber wieder aus und war in den folgenden Jahren in Süddeutschland als Journalist tätig, unter anderem in Ulm und Augsburg. 1847 veröffentlichte er die Schrift Österreich und seine Armee, in der er zwar einige Einrichtungen der österreichischen Armee anerkannte, an anderen aber scharfe Kritik übte.
Im Herbst 1848 kehrte er nach Wien zurück und war während des Wiener Oktoberaufstands 1848 Adjutant bei Wenzel Messenhauser, dem Kommandanten der aufständischen Nationalgarde.
Als 1849 der Aufstand in der Pfalz begann, wandte er sich dorthin und wurde kurzzeitig zum Oberbefehlshaber und Chef des Generalstabs des pfälzischen Volksheeres ernannt. Der misslungene Versuch, die Festung Landau zu überrumpeln, kostete ihn seine Posten.
Am 4. August 1849 wurde ihm durch ein österreichisches Gericht wegen Hochverrats der Adel aberkannt, so dass sein amtlicher Name nur noch Daniel Fenner lautete.
Nachdem der Aufstand in der Pfalz und in Baden unterdrückt worden war, wandte sich Fenner in die Schweiz. Er wurde jedoch aus Zürich ausgewiesen und ging dann nach Amerika, wo er seit 1851 in New York City die deutschsprachige Wochenschrift Atlantis herausgab.
Seine Erlebnisse in der Revolutionszeit schilderte er in den Büchern Geschichte der Wiener Oktobertage (Tl. 1 Leipzig 1849) und Zur Geschichte der rheinpfälzischen Revolution und des badischen Aufstandes (Zürich 1850).
1858 wurde Fenner geisteskrank. Nachdem seine Ehefrau von Kaiser Franz Joseph I. die Erlaubnis zu seiner Heimkehr erlangt hatte, kehrte er nach Österreich zurück und starb am 15. Februar 1863 in Bregenz.

## Werke
- Der Charakter, die Sitten und der Geist der Frauen in den verschiedenen Jahrhunderten (Antoine Léonard Thomas), als Übersetzer (mit eigenen Gedichten im Anhang), erschienen 1839 bei N. G. Elwert in Marburg
- Österreich und seine Armee, Leipzig 1847 online bei Austrian Literatur online - ALO
- Geschichte der Wiener Oktobertage. Geschildert und mit allen Aktenstücken belegt, 2 Bände, Leipzig 1849 Band 1 online in der Google-Buchsuche; Band 2 online in der Google-Buchsuche
- Zur Geschichte der rheinpfälzischen Revolution und des badischen Aufstandes, Zürich 1849 online in der Google-Buchsuche
- Galgenlieder, Halenza, 1848
- George Sand: Der Müller von Angibault, Stuttgart 1845; Übersetzung des Romans und Nachwort von Fenner von Fenneberg
- Vittorio Alfieri: Von der Tyrannei, Verlag von Heinrich Hoff, Mannheim 1845; Übersetzung und Vorwort von Fenner von Fenneberg  online in der Google-Buchsuche